# Paris-Valenciennes
Paris-Valenciennes est une ancienne course cycliste française disputée entre Paris et Valenciennes. Deux premières éditions sont disputées en 1903 et 1905. La course réapparaît en 1925, puis est disputée annuellement de 1931 à 1939 et de 1946 à 1960. Une dernière édition en 1963 constitue la première étape des Quatre Jours de Dunkerque.

## Palmarès
| Année | Vainqueur            | Deuxième                                  | Troisième             |
| ----- | -------------------- | ----------------------------------------- | --------------------- |
| 1903  | Hippolyte Pagie      | Claude Chapperon ou Hippolyte Aucouturier | H. Ellinamour         |
| 1905  | Louis Trousselier    | Augustin Ringeval                         | Édouard Wattelier     |
| 1925  | Florent Vandenberghe | Henri Dejaegher                           | Félix Goethals        |
| 1931  | Henri Deudon         | Alfons Ghesquière                         | Léopold Roosemont     |
| 1932  | Émile Bruneau        | Jérôme Declercq                           | Michel Catteeuw       |
| 1933  | Émile Bruneau        | Rémy Verschaetse                          | Achiel Dermaux        |
| 1934  | Julien Pore          | François Blin                             | Henri Flamant         |
| 1935  | Jules Pyncket        | Maurice Van Hee                           | Cyriel Van Overberghe |
| 1936  | René-Paul Corallini  | A. Duquesne                               | Gaston Denys          |
| 1937  | André Defoort        | Raymond Hornes                            | Marcel Van Houtte     |
| 1938  | André Defoort        | Alfons Ghesquière                         | Maurice Raes          |
| 1939  | Maurice Raes         | Michel Hermie                             | Jean Harmand          |
| 1946  | César Marcelak       | Étienne Tahon                             | Camille Blanckaert    |
| 1947  | Frans Knaepkens      | Édouard Klabinski                         | César Marcelak        |
| 1948  | Raymond Goussot      | Camille Danguillaume                      | Lucien Le Guével      |
| 1949  | Louis Déprez         | Édouard Klabinski                         | César Marcelak        |
| 1950  | Dominique Forlini    | Antoine Frankowsky                        | Bernard Gauthier      |
| 1951  | César Marcelak       | Galliano Pividori                         | Louis Déprez          |
| 1952  | Gilbert Scodeller    | Louis Déprez                              | Jacques Renaud        |
| 1953  | Martin Van Geneugden | Louis Déprez                              | Florent Rondelé       |
| 1954  | Gilbert Scodeller    | Raymond Guégan                            | Pierre Barbotin       |
| 1955  | Jean Stablinski      | Édouard Klabinski                         | Maurice Baele         |
| 1956  | Jean-Marie Cieleska  | Francis Siguenza                          | Gilbert Scodeller     |
| 1957  | Michel Van Aerde     | Gilbert Scodeller                         | Jean-Marie Cieleska   |
| 1958  | André Darrigade      | Jean Graczyk                              | Maurice Lavigne       |
| 1959  | Jean-Claude Lefebvre | Orphée Meneghini                          | Jean-Claude Annaert   |
| 1960  | Jo de Haan           | Joseph Schils                             | Jean Gainche          |
| 1963  | Henri De Wolf        | Roger de Breuker                          | Édouard Delberghe     |